# 宮田秀明
1. 宮田 秀明（みやた ひであき、1944年8月27日 - ）は、日本の公衆衛生学者、摂南大学薬学部薬学科名誉教授。専門は環境科学、食品衛生学、公衆衛生学、環境影響評価・環境政策 、放射線・化学物質影響科学 、医療社会学 。農学博士（大阪府立大学、1979年）。ダイオキシン類の研究者。
2. 宮田 秀明（みやた ひであき、1948年1月20日 - ）は、日本の工学者、東京大学大学院工学系研究科名誉教授（環境海洋工学専攻）。専門は船舶工学、経営学。1978年、工学博士（東京大学）。論文の題は 「舵の総合性能の最適化に関する研究」[1]。

以下 1. の宮田秀明について記す。

## 略歴

### 学歴
- 1969年：大阪府立大学農学部獣医学科卒業
- 1971年：大阪府立大学大学院農学研究科修士課程修了
- 1979年：大阪府立大学農学博士。論文の題は「カネミ油症原因油中のPCB関連物質に関する研究」[1]。

### 職歴
- 1971年：大阪府立公衆衛生研究所入所
- 1984年：大阪府立公衆衛生研究所主任研究員
- 1985年：摂南大学薬学部衛生薬学科助教授
- 1993年：摂南大学薬学部衛生薬学科教授
- 2006年：摂南大学薬学部薬学科教授
- 2009年：摂南大学薬学部薬学科名誉教授

## 主要著書
- 「PCBsと環境(III)」 （1987年）
- 「ダイオキシン汚染問題解決への展望」（研修社・工業技術（株）、1992年）
- 「環境と健康」（HBJ出版 、1993年）
- 「ごみ処理に係るダイオキシン類の発生防止技術」（（株）エヌ・ティー・エス、1997年）
- 『宮田秀明の「ダイオキシン」問題Q＆A』（合同出版 1998年）
- 「環境と健康II」 （へるす出版、1998年）
- 「STOP！食品・母乳のダイオキシン汚染」（1998年）
- 「最新の分離精製検出法 -原理から応用まで-」（（株）エヌ・ティー・エス、1998年）
- 「よくわかるダイオキシン汚染」（合同出版）
- 「ダイオキシンから身を守る法」（成星出版、1998年）
- 「ダイオキシン」（岩波書店、1999年）
- 「ダイオキシンの現実」保田行雄共著（岩波書店、1999年）
- 「体内複合汚染―家族の安全と健康、どうすれば守れるの？」
- 「食品衛生学―｢食の安全｣の科学―」（南江堂、2004年）

## 主な研究内容
- 松葉を利用したバイオモニタリングによる有害環境汚染物質の大気汚染評価
- 母乳中のダイオキシン類とその関連物質の主な汚染源の究明
- ポリフェーノール類による環境汚染物質の体外排泄促進
- ダイオキシン類を含むハロゲン化環境汚染物質の食事経由摂取量の究明

## 講演活動
- 底質汚染の環境リスク（2006年 おおさかATCグリーンエコプラザ
- 深まる日本のダイオキシン汚染
- ヒト母乳中のダイオキシン類似体の主要起源に（2008年ダイオキシン汚染関西ネットワーク）

## 受賞歴
- 日本食品衛生学会奨励賞（1979年）
- 環境化学研究会化学学術賞（1995年）
- 日本環境化学会化学功績賞（2002年）
- 日本私立薬科大学協会教育費（2001年）
- 環境省大気汚染防止活動功労賞（2001年）他

## 所属学会等
- 日本薬学会
- 日本環境化学会
- 廃棄物学会
- 日本食品衛生学会
- 環境ホルモン学会
- 環境科学会
- 微量化学物質測定精度向上委員会